# Exocentrus venatoides
Exocentrus venatoides là một loài bọ cánh cứng trong họ Cerambycidae.